# Chionaema ugandana
Chionaema ugandana là một loài bướm đêm thuộc phân họ Arctiinae, họ Erebidae.